# Реццоальо
Реццоа́льо (итал. Rezzoaglio) — коммуна в Италии, располагается в регионе Лигурия, в провинции Генуя.
Население составляет 1149 человек (2008 г.), плотность населения составляет 11 чел./км². Занимает площадь 105 км². Почтовый индекс — 16048. Телефонный код — 0185.
Покровителем коммуны почитается святой Теренциан из Тоди, празднование 1 сентября.

## Демография
Динамика населения:

## Администрация коммуны
- Официальный сайт: https://web.archive.org/web/20070204013338/http://comune.rezzoaglio.genova.it/rezzoaglio/